# 아이슬란드 성기 박물관

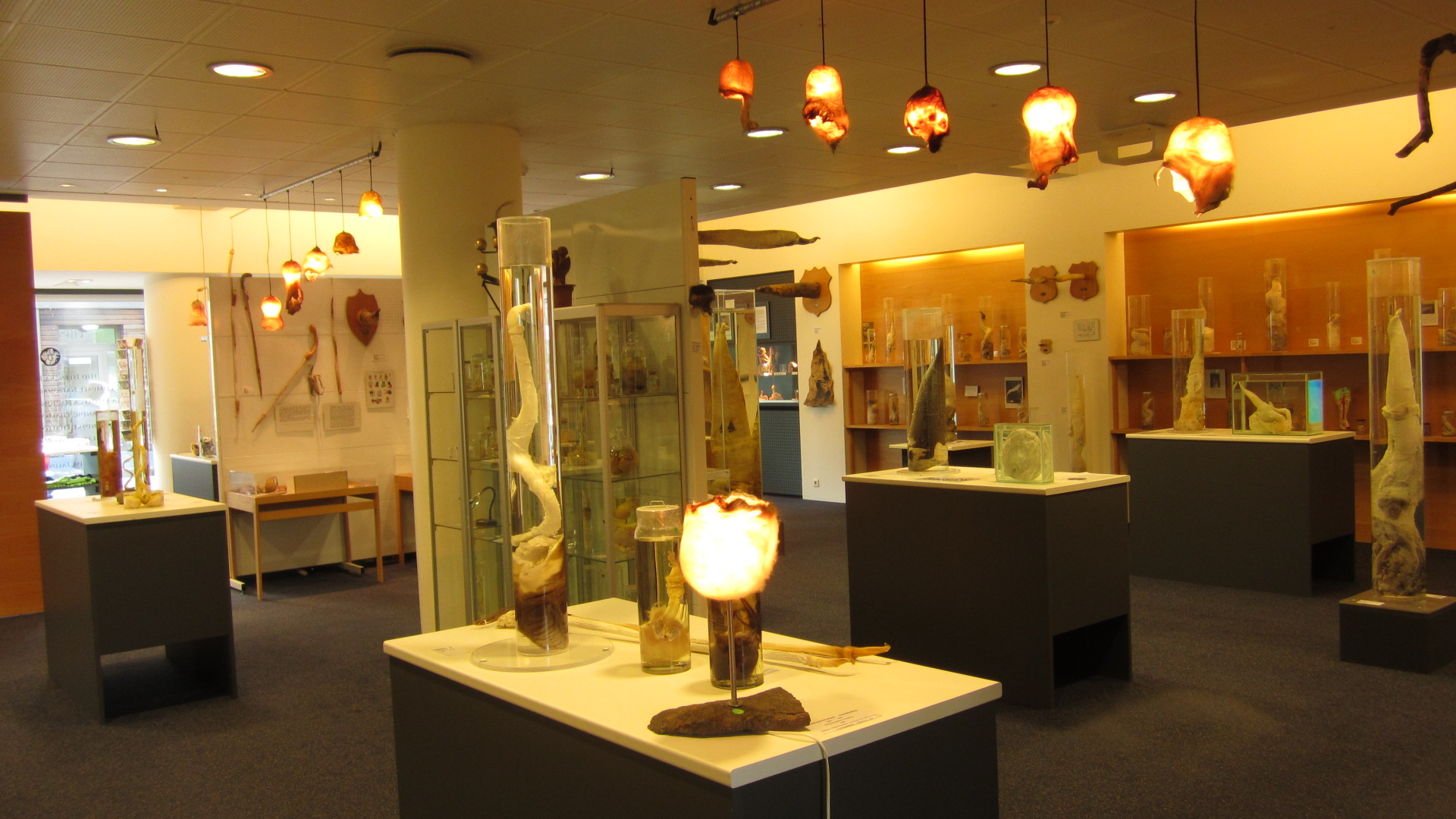
박물관 내부 모습

The Icelandic Phallological Museum's sign

아이슬란드 성기 박물관(아이슬란드어: Hið Íslenzka Reðasafn)은 아이슬란드 레이캬비크에 위치한 박물관으로 성기의 수집 · 전시를 목적으로 한다. 1997년에 개관했으며 2012년 레이캬비크로 이전하기 전까지는 후사비크에 있었다. 박물관의 관장 겸 소유자인 시귀르뒤르 햐르타르손(Sigurður Hjartarson)의 개인 컬렉션을 전시한다. 상시 개관하지 않고 5월부터 9월까지 여름 한정으로 영업한다.